# Saint-Bonnet-le-Froid
Saint-Bonnet-le-Froid è un comune francese di 236 abitanti situato nel dipartimento dell'Alta Loira della regione dell'Alvernia-Rodano-Alpi.

## Società

### Evoluzione demografica
Abitanti censiti